# قدسی‌نما

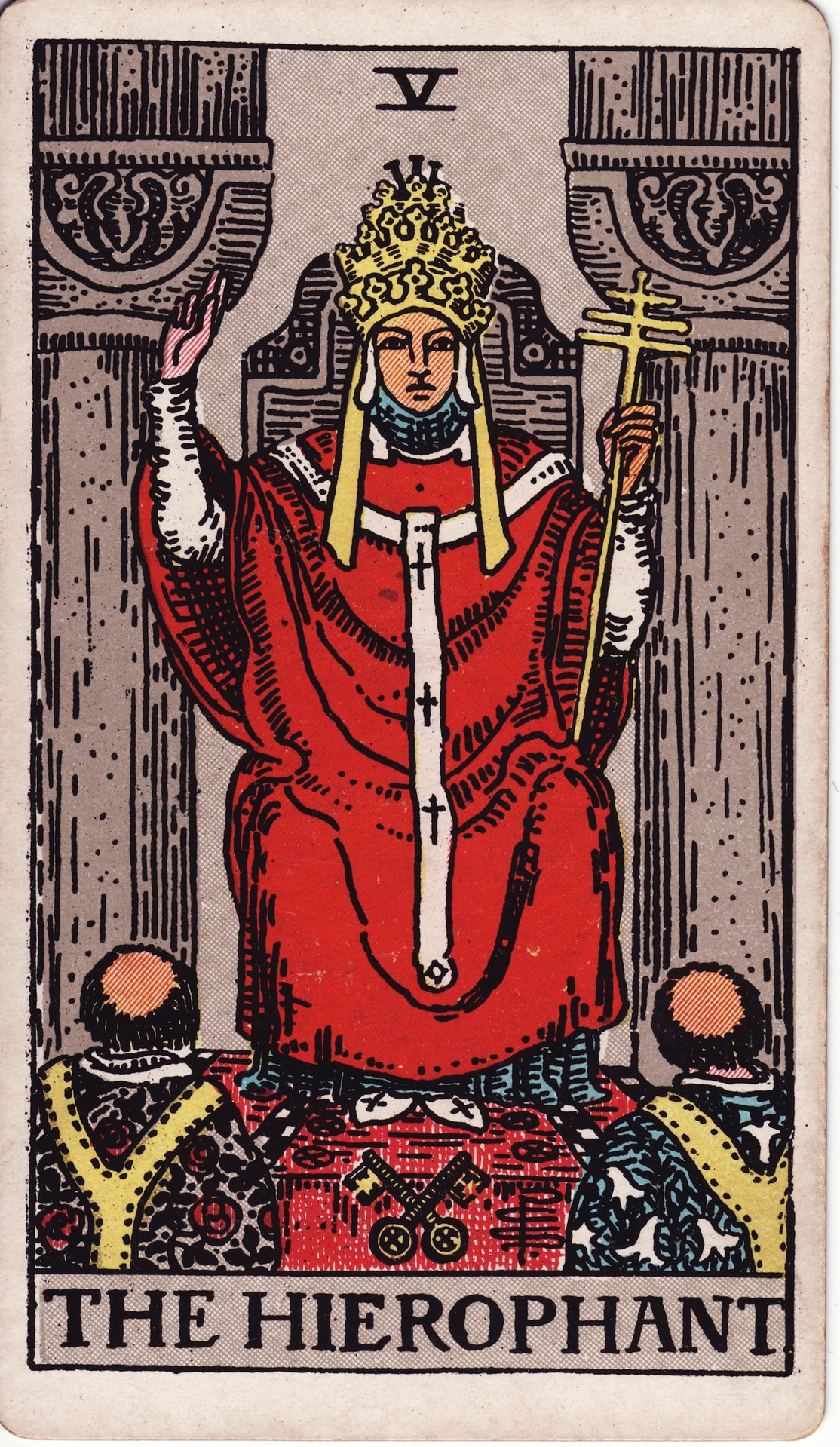
تصویری از قدسی‌نما در کارتهای Rider–Waite Tarot

قُدسی‌نما در یونان باستان کاهنی بود که افراد شرکت‌کننده در نشست‌های آیینی را به پیشگاه آنچه مقدس دانسته می‌شد می‌آورد و رازهای مقدس را برای این افراد تفسیر می‌کرد.
در زبان یونانی قدسی‌نما را «هیه‌روفانتوس» (به یونانی: ἱεροφάντης) می‌گویند که برابر واژه به واژه آن می‌شود «نشان‌دهنده مقدسات». در منطقه آتیک، قدسی‌نما، لقبی بود که به پیشوای مذهبی که آیین‌های پنهانی الوزیسی را برگزار می‌کرد داده شده‌بود.
قدسی‌نماها مجاز بودند افرادی را که «ناپاک» می‌دانستند از شرکت در آیین‌ها منع کنند.

## قدسی‌نماهای نامدار
- ائوناپیوس
- نستوریوس
- پریسکوس
- شانوآ